# 파파 찰리 잭슨
윌리엄 헨리 잭슨(William Henry Jackson, 1887년 11월 10일~1938년 5월 7일)은 미국의 음악가이다. 그는 상업적인 성공을 거둔 최초의 남성 블루스 음악가였다. 그는 또한 영향력 있는 음악가로 여겨진다.

## 생애
1887년 11월 10일, 뉴올리언스에서 찰스 잭슨과 프랜시스 켈시의 아들로 태어났다. 그는 10대 때 뉴욕, 멤피스, 미국 중서부에서 민스트럴 쇼, 의약품 선전 판매 쇼, 보드빌 쇼에서 활동했다. 1910년대에도 여러 민스트럴 쇼 및 의약품 선전 판매 쇼에서 가수 겸 연주자로 활동했다. 1920년 혹은 그 쯤에 시카고로 이주했는데, 맥스웰 스트리트 624번지에 거주했다고 한다. 그는 시카고에서 주 타운과 맥스웰 스트리트에서 활동했다.
그는 파라마운트 레코드의 에이전트인 마요 윌리엄스(Mayo Williams)에게 발견되었고 1924년 8월경 시카고에서 첫 녹음을 했다. 그의 음악은 이질적이었으나 곧이어 9월경에 녹음한 〈Salty Dog Blues〉가 인기를 얻으며 그는 파라마운트 레코드를 대표하는 음악가가 되었다. 곡의 성공 덕분에 그는 마 레이니 같은 유명한 여성 블루스 음악가들과 듀엣으로 녹음할 수 있었다. 1925년 5월경 녹음한 〈Shake That Thing〉은 호쿰 스타일을 선도했던 노래이며 그를 대표하는 곡들 중 하나다.
이러한 인기로 그는 시카고 디펜더에 24회 이상 광고되었다. 파라마운트 레코드는 1926년 그의 출연에 돈을 쓰기도 했으며 직접 시카고 디펜더에 광고를 배치시키기도 했다. 그는 1924년부터 25년까지 맥스웰 스트리트 마켓에서 활약했으며, 1920년대 동안 인기 있는 많은 그룹의 구성원으로 있었다. 1929년 9월경엔 그가 존경해온 인물이자 래그타임의 왕으로 불리기도 했던 블라인드 블레이크와 〈Papa Charlie Jackson and Blind Blake Talk About It〉을 녹음했다.
그는 1930년 5월 28일 녹음에선 기타를 사용했다. 이후 그는 녹음을 중단했다. 녹음을 멈춘 그는 거리 공연을 했고, 1930년대 동안 웨스트 사이드 클럽 순회에서 활약했다. 그러다 그는 1934년 3월경 및 6월경 시카고에서 솔로로 총 4곡을 녹음했다. 그 뒤 다시는 녹음하지 않았다. 1938년 5월 7일, 시카고에 있는 자택에서 사망했다. 사후 일리노이주 워스에 있는 링컨 묘지에 안장됐다.

## 의의
브루스 에더는 그를 두고 “블루스에서 중요한 것은 아니지만 매우 영향력 있다고 여겨지는 그림자 같은 인물로 남아있다.”고 작성했다. 그는 블라인드 레몬 제퍼슨 등의 인기 있는 음악가가 이후에 나올 수 있는 길을 터주었으며, 빅 빌 브룬지에게 큰 영향을 주었다.